# Vladimir Golemić
Vladimir Golemić, né le 28 juin 1991 à Kruševac en Serbie, est un footballeur serbe évoluant au poste de défenseur central avec le club italien du FC Crotone.

## Biographie
Avec le club FC Lugano, il joue six matchs en Ligue Europa (phase de groupe) lors de la saison 2017-2018.